# Veľké Vozokany
Veľké Vozokany (hongrois : Nagyvezekény) est un village de Slovaquie situé dans la région de Nitra.

## Histoire
Première mention écrite du village en 1209.
Le 26 août 1652, les Ottomans furent battus par les Hongrois à Veľké Vozokany. Dans cette bataille mourut Thomas Esterhazy.

## Démographie

### Évolution de la population
| Année:               | 1994. | 2004.   | 2014.   | 2024.    |
| -------------------- | ----- | ------- | ------- | -------- |
| Nombre de personnes: | 532   | 504     | 479     | 426      |
| Différence:          |       | -5,26 % | -4,96 % | -11,06 % |

| Année:               | 2023. | 2024.   |
| -------------------- | ----- | ------- |
| Nombre de personnes: | 431   | 426     |
| Différence:          |       | -1,16 % |